# Gare de Nishi-Maizuru
La gare de Nishi-Maizuru (西舞鶴駅, Nishi-Maizuru-eki) est une gare ferroviaire localisée dans la ville de Maizuru, dans la préfecture de Kyoto, au Japon. La gare est exploitée par la compagnie JR West et Kyoto Tango Railway, sur les lignes Maizuru et Miyazu.

## Service des voyageurs

### Desserte
La gare de Nishi-Maizuru est une gare disposant de deux quais et de trois voies, plus d'un quai et d'une voie pour  la partie KTR.
| N° de voie             | Ligne        | Direction               |
| ---------------------- | ------------ | ----------------------- |
| 2                      | ▆ Maizuru    | Higashi-Maizuru/Tsuruga |
| 2                      | ▆ Maizuru    | Ayabe/Fukuchiyama/Kyoto |
| 3                      | ▆ Maizuru    | Ayabe/Fukuchiyama/Kyoto |
| 4                      | ▆ Maizuru    | Higashi-Maizuru/Tsuruga |
| 4                      | ▆ Maizuru    | Ayabe/Fukuchiyama/Kyoto |
| Quai de la ligne Maizu |              |                         |
| 1                      | ▆ KTR Miyazu | Miyazu                  |

| JR West             |               |                    |               |                           |
| Direction Ayabe     | Ligne Maizuru | Ligne Maizuru      | Ligne Maizuru | Direction Higashi-Maizuru |
| Umezako             |               | Rapid Service 快速 |               | Higashi-Maizuru           |
| Magura              |               | Local 普通         |               | Higashi-Maizuru           |
| Kyoto Tango Railway |               |                    |               |                           |
| Direction Miyazu    | Ligne Miyazu  | Ligne Miyazu       | Ligne Miyazu  | Direction Nishi-Maizuru   |
| Tango-Yura M12      |               | Rapid Service      |               | Terminus M08              |
| Shisho M09          |               | Local              |               | Terminus M08              |

- Le Limited Express Maizuru s'arrête à cette gare

| Limited Express |  |         |  |       |
| Higashi-Maizuru |  | Maizuru |  | Ayabe |